# La nave dei folli (film)
La nave dei folli (Ship of Fools) è un film del 1965 diretto e prodotto da Stanley Kramer.

## Trama
Nel 1933, su una nave tedesca diretta da Veracruz a Brema, s'incrociano le vicende, drammatiche quanto grottesche, di un gruppo eterogeneo di passeggeri.
Il nano Glocken stringe amicizia con Löwenthal, un gioviale commerciante ebreo che a tavola viene fatto sedere in disparte, mentre di notte è costretto a condividere la cabina con un fervente nazista. Glocken entra in confidenza anche con Bill Tenny, un texano ossessionato dalle palle curve che non riusciva a battere quando giocava a baseball, e che cerca senza successo di fare conquiste femminili, venendo rifiutato persino da una delle ballerine mercenarie presenti a bordo.
Un vecchio in carrozzina cerca di convertire i passeggeri alla fede in Dio, ma un uomo grasso gli risponde con delle invettive, scatenando una rissa. Il nipote del vecchio vorrebbe i soldi necessari per essere accolto nel letto di una ballerina, ed infine glieli sottrae con la violenza.
David, un pittore sensibile alle miserie sociali, è in viaggio con la fidanzata, che però è attratta da lui solo fisicamente e rimane colpita dalle considerazioni pessimiste della signora Treadwell, una donna in là con gli anni, la quale rifiuta un giovane corteggiatore per poi scoprirsi disperatamente sola.
Il dottor Schumann, medico di bordo, s'invaghisce di una contessa assuefatta alla morfina, ma quando lei scende dalla nave non ha il coraggio di seguirla, anche perché il suo amico capitano glielo aveva sconsigliato, e il pentimento gli provoca un malore tale da farlo morire.

## Produzione
Scritto da Abby Mann, ispiratosi al romanzo omonimo (1962) di Katherine Anne Porter, è stato l'ultimo film dell'attrice Vivien Leigh.

## Critica
Il Morandini commenta: «questo Grand Hotel galleggiante è il più famoso multimelodramma marinaresco nella storia di Hollywood, spesso in bilico sulla soap opera, ma anche ricco di riflessioni sulla condizione umana, e soprattutto di una bella galleria di personaggi [...]».

## Riconoscimenti
- 1966 - Premio Oscar
  - Migliore fotografia a Ernest Laszlo
  - Migliore scenografia a Robert Clatworthy e Joseph Kish
  - Candidatura Miglior film a Stanley Kramer
  - Candidatura Miglior attore protagonista a Oskar Werner
  - Candidatura Miglior attrice protagonista a Simone Signoret
  - Candidatura Miglior attore non protagonista a Michael Dunn
  - Candidatura Migliore sceneggiatura non originale a Abby Mann
  - Candidatura Migliori costumi a Bill Thomas e Jean Louis
- 1966 - Golden Globe
  - Candidatura Miglior film drammatico
  - Candidatura Miglior attore in un film drammatico a Oskar Werner
  - Candidatura Miglior attrice in un film drammatico a Simone Signoret
- 1966 - Premio BAFTA
  - Miglior attore straniero a Oskar Werner
  - Miglior attrice straniera a Simone Signoret
- 1965 - National Board of Review Award
  - Miglior attore protagonista a Lee Marvin
- 1965 - New York Film Critics Circle Award
  - Miglior attore protagonista a Oskar Werner